# Sylvain Dupuis
Sylvain Dupuis, född 9 oktober 1856, död 28 september 1931, var en belgisk tonsättare och dirigent.
Dupuis var lärare i kontrapunkt vid Lièges konservatorium, blev 1900 kapellmästare vid Monnaiteatern och ledare för populärkonserterna i Bryssel samt var från 1911 direktör för Liègekonservatoriet. Dupuis har skrivit orkestersviter, kantater, manskörer, klaverstycken, violinlyrik samt operorna Cour d'Ognon och Moïna.